# La felicidad
"La felicidad" är en sång skriven av Palito Ortega.
Per-Anders Boquist skrev en text på svenska som heter "Vilken härlig dag", som Ewa Roos låg på Svensktoppen med i 12 veckor under perioden 23 juni-8 september 1968, och bland annat toppade listan. Med denna text spelades låten 1997 även in av Lotta Engbergs med Sten Nilsson på albumet Tolv i topp.